# Réserve naturelle régionale des collines sèches du Bischenberg, de l'erschenberg et du Holiesel
La réserve naturelle régionale des Collines sèches du Bischenberg, de l'Immerschenberg et du Holiesel (RNR339) est une réserve naturelle régionale située en Grand Est. Classée en 2024, elle occupe une surface de 97,2 hectares.

## Localisation
Le territoire de la réserve naturelle est dans le département du Bas-Rhin, sur les communes de Bischoffsheim, Obernai et Rosenwiller.

## Administration, plan de gestion, règlement

### Outils et statut juridique
La réserve naturelle a été créée par une délibération du Conseil régional du 21 juin 2024.